# Вордсборо (Вермонт)
Вордсборо (англ. Wardsboro) — місто (англ. town) в США, в окрузі Віндем штату Вермонт. Населення — 869 осіб (2020).

## Демографія
Згідно з переписом 2010 року, у місті мешкало 900 осіб у 374 домогосподарствах у складі 242 родин. Було 849 помешкань
Расовий склад населення:
| - 97,6 % — білих - 1,2 % — чорних або афроамериканців - 0,1 % — вихідців з тихоокеанських островів |

До двох чи більше рас належало 1,1 %. Частка іспаномовних становила 0,6 % від усіх жителів.
За віковим діапазоном населення розподілялося таким чином: 21,6 % — особи молодші 18 років, 64,1 % — особи у віці 18—64 років, 14,3 % — особи у віці 65 років та старші. Медіана віку мешканця становила 45,2 року. На 100 осіб жіночої статі у місті припадало 107,9 чоловіків;  на 100 жінок у віці від 18 років та старших — 108,3 чоловіків також старших 18 років.
Середній дохід на одне домашнє господарство  становив 69 368 доларів США (медіана — 47 841), а середній дохід на одну сім'ю — 84 368 доларів (медіана — 59 167). Медіана доходів становила 40 054 долари для чоловіків та 35 536 доларів для жінок. За межею бідності перебувало 14,7 % осіб, у тому числі 24,0 % дітей у віці до 18 років та 2,8 % осіб у віці 65 років та старших.
Цивільне працевлаштоване населення становило 445 осіб. Основні галузі зайнятості: мистецтво, розваги та відпочинок — 25,4 %, освіта, охорона здоров'я та соціальна допомога — 13,7 %, роздрібна торгівля — 9,4 %, будівництво — 9,2 %.